# Hopedale Air Station
Pour les articles homonymes, voir Hopedale.
Hopedale Air Station (ADC ID : N-28) est une station radar de surveillance générale opérée par l'United States Air Force entre 1953 et 1968.
Elle est située au nord-ouest de la communauté de Hopedale, au Labrador, dans la province canadienne de Terre-Neuve-et-Labrador, à 238 km à l'ouest-nord-ouest de la BFC Goose Bay.

## Histoire
La note diplomatique d'accord entre le Canada et les États-Unis pour l'installation de la station a été signée le 1er août 1951.
Le site a été créé en 1953 en tant que station radar de surveillance générale, financée par l'United States Air Force. Il a été initialement utilisé par le Northeast Air Command (en) dans le cadre de la ligne Pinetree, qui a stationné le 923rd Aircraft Control and Warning Squadron le 1er octobre 1953.
La station a été réaffectée au Commandement de la défense aérienne de l'USAF le 1er avril 1957 et a reçu la désignation « N-28 ». La station fonctionnait comme une interception de contrôle au sol (Ground-Control Intercept) et une station d'avertissement. En tant que station GCI, le rôle de l'escadron était de guider les avions intercepteurs vers des intrus non identifiés détectés sur les portées radar de l'unité. Ces intercepteurs ont été affectés à la 64th Air Division basée à la BFC Goose Bay.
La station exploitait les radars suivants :
- Radars de recherche : AN/FPS-3C, AN/FPS-502, AN/FPS-87A, AN/FPS-93A
- Radars en hauteur : AN/TPS-502, AN/FPS-6B, AN/FPS-90

En plus de l'installation principale, Hopedale exploitait un site radar complémentaire « gap filler » habité AN/FPS-14 :
- Station aérienne du cap Makkovik (en) (N-28A) : (55° 13′ 30″ N, 59° 08′ 45″ O)

Le site N-28A a été construit en 1957 à environ 50 milles à l'est-sud-est de la station principale et a été fermé en 1961. Il était entretenu toute l'année par une aire d'atterrissage pour hélicoptère à mi-chemin entre le quai et le site principal et par un petit quai où les navires d'approvisionnement apparemment fourni un soutien logistique à la station pendant les mois d'été.
Le personnel militaire de l'United States Air Force stationné à Hopedale vivait dans des casernes interconnectées et accrochées au substratum rocheux. Le personnel non militaire canadien vivait dans le village de Hopedale, à environ 800 mètres au sud-sud-est du site. Une piste d'atterrissage sur l'île Ribback a fourni un soutien aérien à la station. Il n'y avait pas de piste d'atterrissage pour le site en 1964. L'escadron a été désactivé le 18 juin 1968 et la station a été fermée le 30 juin. Tout le personnel de l'United States Air Force vivait dans des casernes à la station elle-même. Il y avait trois « niveaux » de casernes : enrôlé, sous-officier et officier. Quelques ressortissants canadiens étaient employés à la base. Ils vivaient dans le village de Hopedale.
En 2009, une grave contamination par les PCB a été identifiée à l'ancienne station de Hopedale.
Outre les tours de communications civiles actuellement utilisées, le site au sommet de la colline est resté largement inutilisé et abandonné depuis sa fermeture. Il est accessible par une route de gravier entretenue venant du village de Hopedale. Cette route se divise en deux directions : au sud-ouest jusqu'à l'ancien site de la station radar et au nord jusqu'à l'ancienne caserne. Les grandes fondations en béton restent intactes aux deux endroits. L'aéroport de Hopedale est aujourd'hui géré par le gouvernement de Terre-Neuve-et-Labrador.

## Unités et affectations de l'United States Air Force

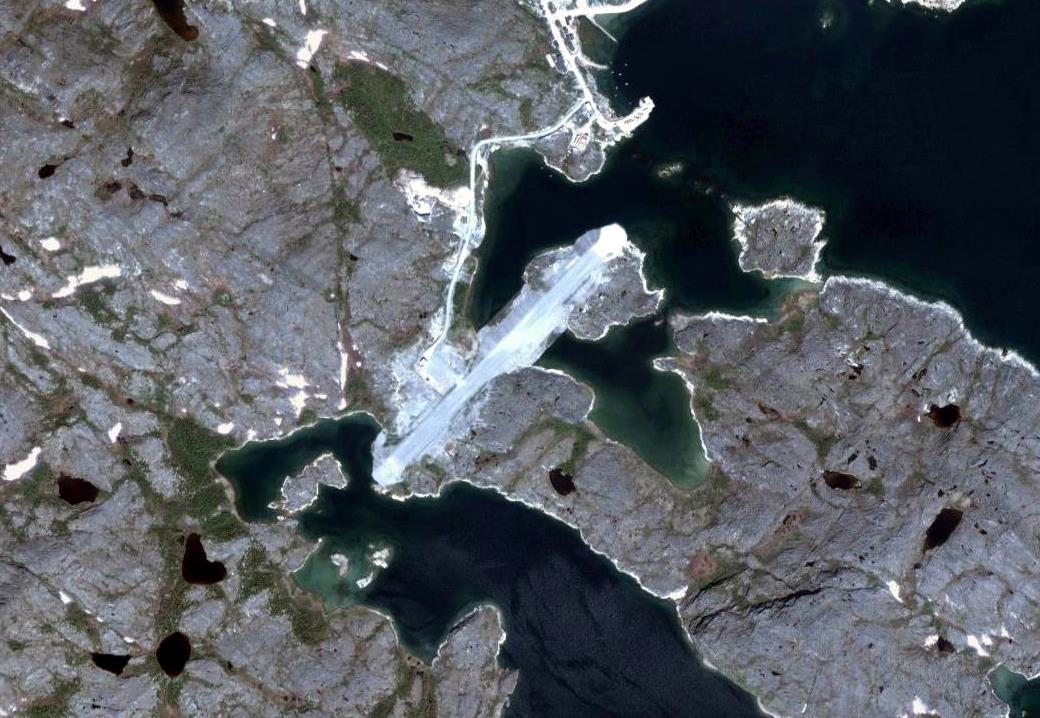
La piste de l'aéroport de Hopedale vue de l'espace (avant 2007).

### Unités
- Activé en tant que 923rd Aircraft Control and Warning Squadron à la base aérienne de Grenier dans le New Hampshire le 13 juin 1953
- Déplacé à Hopedale Air Station le 1er octobre 1953.
- Inactivé le 18 juin 1968.

### Affectations
- 64th Air Division (NEAC) le 1er octobre 1953.
- 4732d Air Defence Group (ADC) le 1er avril 1957.
- Goose Air Defense Sector le 1er avril 1960.
- 37th Air Division le 1er avril 1966 jusqu'au 18 juin 1968.

## Ligne Mid-Canada
En 1956, un émetteur radar bistatique a été construit à Hopedale en tant que station de contrôle de secteur (site 200) pour la ligne Mid-Canada.

## Système d'alerte du Nord
Depuis 1992, l'Aviation royale du Canada exploite la station radar à courte portée de Big Bay (en) dans un site voisin (55° 44′ 30″ N, 60° 25′ 42″ O), dans le cadre du Système d'alerte du Nord.